# Claudia de liberale causa
La lex Claudia de liberale causa va ser una llei romana establerta per Appi Claudi Cras d'acord amb els altres decemvirs l'any 450 aC (302 de la fundació de Roma). La llei estipulava que quan es feia una reclamació sobre un suposat esclau se l'havia de considerar lliure durant el litigi (vindiciae darentum secundum libertatem).